# König Miklós

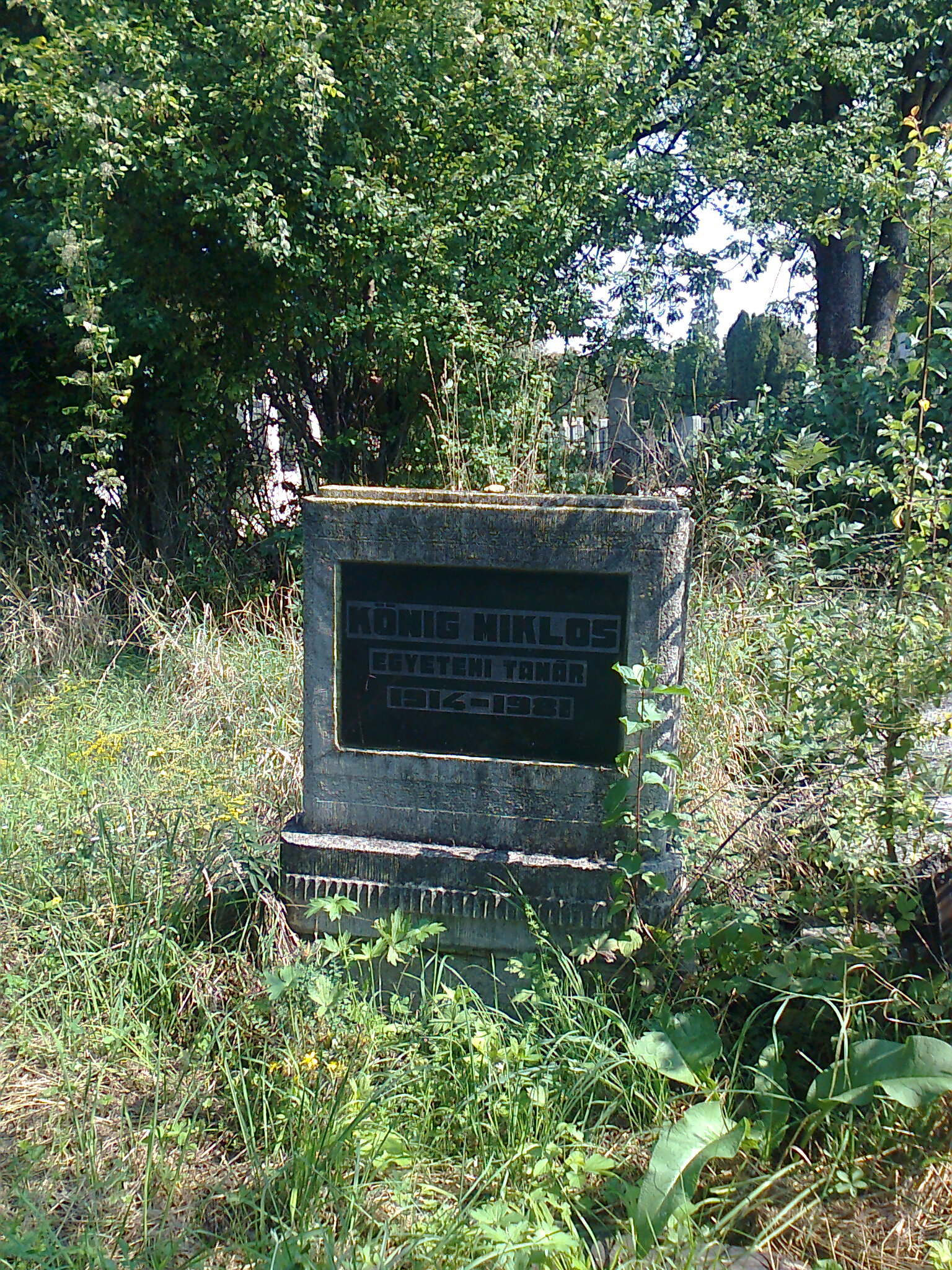
Sírja a kolozsvári neológ zsidó temetőben

König Miklós (Pusztakeresztúr, 1914. december 26. – Kolozsvár, 1981. március 3.) agrármérnök, mezőgazdasági szakíró, szerkesztő.

## Életútja
Középiskolát az aradi római katolikus gimnáziumban végzett (1932), a budapesti Műszaki és Gazdaságtudományi Egyetem hallgatója (1942). Pályáját a Kommunisták Romániai Pártja Temes megyei pártszervezetének mezőgazdasági aktivistájaként kezdte (1944-47), agrármérnöki oklevelet a temesvári Politechnikai Főiskola mezőgazdasági karán szerzett (1948). A kolozsvári Mezőgazdasági Főiskola üzemszervezési tanszékén rendes tanár 1949-től nyugdíjazásáig, ötévi megszakítással, ami alatt termelőszövetkezeti mérnök és akadémiai kutató.
Napi politikával és mezőgazdasággal kapcsolatos cikkeit a Szabad Szó, Világosság, Romániai Magyar Szó, Előre, Falvak Dolgozó Népe, Brassói Lapok és Igazság közölte. Tanulmányai a Korunkban: Termelési profil és területszervezés mezőgazdasági üzemeinkben (1962/6); A mezőgazdasági termelés iparszerű megszervezéséről (1964/2); A társadalmi termelés elosztása a szövetkezeti gazdaságokban (1966/4); Vezetés a mezőgazdasági termelőszövetkezetekben (1968/3); Termelőszövetkezet és háztáji gazdaság (1969/7); Hát az ember? (1971/7).
Szerkesztésében jelent meg a Vrem Pămînt c. hetilap (1945); később a Falvak Dolgozó Népe (1945-57). A Dolgozó Nő (1954-55) és a Mezőgazdasági Állami Könyvkiadó (1951-62) szerkesztőbizottsági tagja.